# Lucha en los Juegos Paralímpicos
La lucha adaptada fue incluida en los Juegos Paralímpicos de Verano desde la sexta edición que se celebró en Arnhem (Noruega) en 1980. El deporte dejó de formar parte del programa paralímpico a partir de la edición de Seúl 1988.

## Ediciones
| N.º | Año  | Sede                        | País                       |
| --- | ---- | --------------------------- | -------------------------- |
| I   | 1980 | Arnhem                      | Países Bajos               |
| II  | 1984 | Nueva York Stoke Mandeville | Estados Unidos Reino Unido |

## Medallero histórico
- Resultados de 1980 a 1984.[2]

| Núm. | País                 | Oro | Plata | Bronce | Total |
| ---- | -------------------- | --- | ----- | ------ | ----- |
| 1    | Estados Unidos (USA) | 15  | 2     | 0      | 17    |
| 2    | Canadá (CAN)         | 3   | 7     | 0      | 10    |
| 3    | Austria (AUT)        | 0   | 1     | 0      | 1     |
| 4    | México (MEX)         | 0   | 0     | 1      | 1     |
|      | TOTAL                | 18  | 10    | 1      | 29    |